# Megaloctena
Megaloctena (лат.) — род чешуекрылых из подсемейства совок-пядениц. Распространены в Азии.

## Описание
Щупики сплющены и изогнуты над головой. Усики разнообразного строения, двустороне опушенные или с пучками волосков. Второй членик щупиков в три раза длиннее третьего. Бёдра, обычно, в волосках. Крылья серые, темно-серые и коричневые опыленный.

## Систематика
В состав рода включают пять видов:
- Megaloctena alpherakyi (Leech, 1900)
- Megaloctena angulata (Leech, 1900)
- Megaloctena mandarina (Leech, 1900)
- Megaloctena punctilinea (Leech, 1900)
- Megaloctena sordida (Leech, 1900)

## Распространение
Представители рода встречаются в Китае